# Inishmicatreer
Inishmicatreer (iriska: Inis Mhic an Trír) är en ö i republiken Irland.   Den ligger i grevskapet County Galway och provinsen Connacht, i den nordvästra delen av landet, 200 km väster om huvudstaden Dublin.